# Trận chung kết Giải vô địch bóng đá thế giới 2006
Trận chung kết giải vô địch bóng đá thế giới 2006 là trận đấu bóng đá diễn ra ngày 9 tháng 7 năm 2006 tại sân vận động Olympic ở thành phố Berlin giữa hai đội là Ý và Pháp để xác định nhà vô địch của Giải bóng đá vô địch thế giới 2006. Ở 90 phút đá chính, đội Ý đã hòa 1–1 nhờ bàn thắng của Materazzi vào phút thứ 19. Ở 30 phút đá hiệp phụ, tỷ số vẫn là 1–1. Ý đã đánh bại Pháp với tỷ số là 5–3 ở loạt sút luân lưu 11m. Đây là lần thứ 4 đội tuyển Ý giành được chức vô địch của giải bóng đá lớn nhất hành tinh, sau 3 lần vào năm 1934, 1938 và 1982.

## Đường tới trận chung kết
| Đội tuyển    | St | T | H | B | BT | BB | HS | Đ |
| ------------ | -- | - | - | - | -- | -- | -- | - |
| Ý            | 3  | 2 | 1 | 0 | 5  | 1  | +4 | 7 |
| Ghana        | 3  | 2 | 0 | 1 | 4  | 3  | +1 | 6 |
| Cộng hòa Séc | 3  | 1 | 0 | 2 | 3  | 4  | −1 | 3 |
| Hoa Kỳ       | 3  | 0 | 1 | 2 | 2  | 6  | −4 | 1 |

| Đội tuyển | St | T | H | B | BT | BB | HS | Đ |
| --------- | -- | - | - | - | -- | -- | -- | - |
| Thụy Sĩ   | 3  | 2 | 1 | 0 | 4  | 0  | +4 | 7 |
| Pháp      | 3  | 1 | 2 | 0 | 3  | 1  | +2 | 5 |
| Hàn Quốc  | 3  | 1 | 1 | 1 | 3  | 4  | −1 | 4 |
| Togo      | 3  | 0 | 0 | 3 | 1  | 6  | −5 | 0 |

## Thông tin quanh trận đấu

### Zidane bị thẻ đỏ
Ở phút 110 của trận đấu, đội trưởng đội tuyển Pháp Zinedine Zidane đã bất ngờ dùng đầu húc mạnh vào ngực của tiền vệ Marco Materazzi, người đã gỡ hòa cho Italia ở thời gian thi đấu chính thức, trong khi thủ thành Buffon của Italia chuẩn bị thực hiện quả phát bóng lên. Matterazi đã ngay lập tức đổ gục xuống sân và rất đau đớn. Trận đấu phải tạm dừng và trọng tài chính người Argentina, ông Horacio Elizondo sau khi hỏi và tham khảo ý kiến từ trợ lý trọng tài đã không do dự rút thẻ đỏ truất quyền thi đấu của Zidane. Đây là một tình huống rất nổi tiếng trong lịch sử các trận chung kết World Cup, bên cạnh các tình huống khác như pha bóng tranh cãi của Geoff Hurst của đội tuyển Anh trong trận chung kết năm 1966 đối đầu với Tây Đức,.... Cú húc đầu của Zidane sau này thường được đặt cho cái tên là "Thiết đầu công". Nguyên nhân của hành sau này được tiết lộ là do Matterazzi đã có những lời nói miệt thị, xúc phạm gia đình của Zidane mà điển hình là xúc phạm tới mẹ của anh, ví dụ như:"Mẹ của mày là một con điếm; Mày là con của một con điếm; Mẹ mày là một loại đàn bà bỏ đi;.... Thiếu vắng một siêu sao đội trưởng, Pháp đánh mất sự bình tĩnh và gục ngã trước Italia tại loạt sút luân lưu với tỉ số 3-5 sau đó và chấp nhận tấm huy chương bạc cùng ngôi vị á quân.

### Sút luân lưu 11m
Hai hiệp phụ đã kết thúc với tỷ số là 1–1. Hai đội phải bước vào màn sút luân lưu cân não để xác định đội đoạt chức vô địch. Ý đã đánh bại Pháp với tỷ số là 5–3, với loạt luân lưu thành công cả năm quả. Phía đội tuyển Pháp, quả sút luân lưu thứ hai của Trezeguet đã bị dội trúng xà ngang, đội Pháp phải chấp nhận nhìn đội bạn giành chức vô địch sau màn sút luân lưu này.

## Trận đấu

### Chi tiết
| Ý                                                   | 1–1 (s.h.p.) | Pháp                                    |
| --------------------------------------------------- | ------------ | --------------------------------------- |
| - Materazzi 19'                                     | Chi tiết     | - Zidane 7' (ph.đ.)                     |
| Loạt sút luân lưu                                   |              |                                         |
| - Pirlo - Materazzi - De Rossi - Del Piero - Grosso | 5–3          | - Wiltord - Trezeguet - Abidal - Sagnol |

| Ý | Pháp |

| GK               | 1  | Gianluigi Buffon     |    |     |
| RB               | 19 | Gianluca Zambrotta   | 5' |     |
| CB               | 5  | Fabio Cannavaro (c)  |    |     |
| CB               | 23 | Marco Materazzi      |    |     |
| LB               | 3  | Fabio Grosso         |    |     |
| RM               | 16 | Mauro Camoranesi     |    | 86' |
| CM               | 8  | Gennaro Gattuso      |    |     |
| CM               | 21 | Andrea Pirlo         |    |     |
| LM               | 20 | Simone Perrotta      |    | 61' |
| SS               | 10 | Francesco Totti      |    | 61' |
| CF               | 9  | Luca Toni            |    |     |
| Thay vào dự bị:  |    |                      |    |     |
| MF               | 4  | Daniele De Rossi     |    | 61' |
| FW               | 15 | Vincenzo Iaquinta    |    | 61' |
| MF               | 7  | Alessandro Del Piero |    | 86' |
| Huấn luyện viên: |    |                      |    |     |
| Marcello Lippi   |    |                      |    |     |

| GK               | 16 | Fabien Barthez      |      |      |
| RB               | 19 | Willy Sagnol        | 12'  |      |
| CB               | 15 | Lilian Thuram       |      |      |
| CB               | 5  | William Gallas      |      |      |
| LB               | 3  | Éric Abidal         |      |      |
| CM               | 4  | Patrick Vieira      |      | 56'  |
| CM               | 6  | Claude Makélélé     | 76'  |      |
| RW               | 22 | Franck Ribéry       |      | 100' |
| AM               | 10 | Zinedine Zidane (c) | 110' |      |
| LW               | 7  | Florent Malouda     | 111' |      |
| CF               | 12 | Thierry Henry       |      | 107' |
| Thay vào dự bị:  |    |                     |      |      |
| CM               | 18 | Alou Diarra         |      | 56'  |
| FW               | 20 | David Trezeguet     |      | 100' |
| FW               | 11 | Sylvain Wiltord     |      | 107' |
| Huấn luyện viên: |    |                     |      |      |
| Raymond Domenech |    |                     |      |      |

| Cầu thủ xuất sắc nhất trận: Andrea Pirlo (Ý) Trợ lý trọng tài: Dario García (Argentina) Rodolfo Otero (Argentina) Trọng tài thứ tư: Luis Medina Cantalejo (Tây Ban Nha) Trọng tài thứ năm: Victoriano Giraldez Carrasco (Tây Ban Nha) | Quy tắc trận đấu: - 90 phút thi đấu chính thức - 30 phút hiệp phụ nếu tỷ số vẫn hòa - Sút luân lưu nếu tỷ số vẫn hòa. - 12 cầu thủ dự bị có tên, trong đó có 3 cầu thủ được sử dụng để thay thế nếu cần thiết. |

### Thống kê
|                 | Ý   | Pháp |
| --------------- | --- | ---- |
| Cầu thủ ghi bàn | 1   | 1    |
| Sút bóng        | 5   | 13   |
| Sút cầu môn     | 3   | 6    |
| Kiểm soát bóng  | 55% | 45%  |
| Phạt góc        | 5   | 7    |
| Lỗi             | 17  | 24   |
| Việt vị         | 4   | 2    |
| Thẻ vàng        | 1   | 3    |
| Thẻ đỏ          | 0   | 1    |